# Ignacio Prado
Ignacio de Jesus Prado Juárez (ur. 21 września 1993 w León) – meksykański kolarz torowy i szosowy, srebrny medalista torowych mistrzostw świata.

## Kariera
Pierwszy sukces w karierze osiągnął w 2014 roku, kiedy zdobył srebrny medal w indywidualnej jeździe na czas młodzieżowców podczas kolarskich mistrzostw panamerykańskich w Puebli. Na rozgrywanych rok później igrzyskach panamerykańskich w Toronto zdobył srebrne medale w omnium i indywidualnej jeździe na czas. W tym samym roku wywalczył też złoto w scratchu i srebro w omnium na kolarskich mistrzostwach panamerykańskich w Santiago. W 2016 roku zdobył srebrny medal w scratchu podczas torowych mistrzostw świata w Londynie. Rozdzielił tam na podium Hiszpana Sebastiána Morę i Claudio Imhofa ze Szwajcarii. Rok później zdobył złoty medal w omnium na kolarskich mistrzostwach panamerykańskich w Couvie.